# Boninoxya
Boninoxya is een geslacht van rechtvleugeligen uit de familie veldsprinkhanen (Acrididae). De wetenschappelijke naam van dit geslacht is voor het eerst geldig gepubliceerd in 2011 door Ishikawa.

## Soorten
Het geslacht Boninoxya  is monotypisch en omvat slechts de volgende soort:
- Boninoxya anijimensis (Ishikawa, 2011)